# Schließrahmen

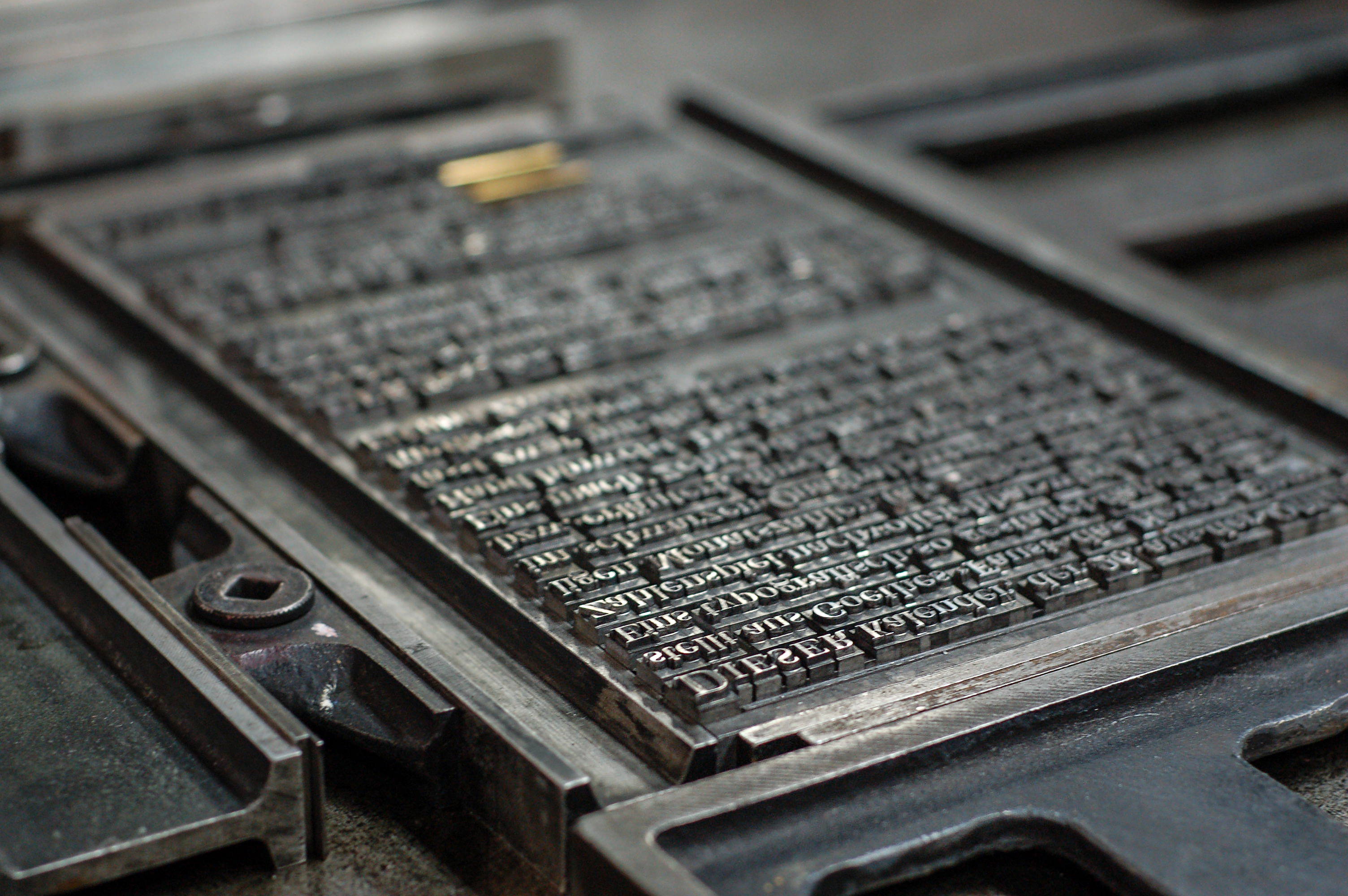
Schließrahmen mit Satz

Der Schließrahmen ist eine eiserne Form, in die der im Bleisatzverfahren erstellte Schriftsatz vor dem Druck eingespannt wird.
Schließrahmen gibt es in verschiedenen Größen, abhängig von dem möglichen Format der Druckmaschine. Der gesetzte Text wird in den Rahmen eingehoben und die freien Räume mit Schließstegen ausgefüllt. Sogenannte Schließzeuge, das sind mit Schrauben verstellbare Spannkeile, klemmen den Satz im Rahmen fest. Dadurch erhält man eine druckfähige Form.

## Quelle
- Severin Corsten, Stephan Füssel, u. a. (Hrsg.): Lexikon des gesamten Buchwesens. 2. Auflage. Band VI. Anton Hiersemann, Stuttgart 1995, ISBN 3-7772-0327-0.